# Преференциальное голосование
Преференциальное голосование — избирательная система, обычно представляет собой вариацию мажоритарной избирательной системы по многомандатным округам (хотя некоторые теоретики относят её в подвиды пропорциональной системы).
Особенность преференциальной системы состоит в том, что избиратель голосует не за одного, но за нескольких кандидатов, присваивает ему степень своего предпочтения (балл или место) указывая цифрами 1,2,3…, кого он желает видеть избранным в первую очередь, кого — во вторую и т. д. Институт преференциального голосования имеет целью дать избирателям возможность не только проголосовать за список кандидатов определенной партии, но и внутри этого списка высказать предпочтение определенным кандидатам, способствовать их избранию. С этой целью, голосуя за список, избиратель отмечает и кандидатов этого списка, избрание которых для него более желательно. Ведь очередность кандидатов в списке определяется партией, а точнее — руководящим органом, а наибольшие шансы быть избранными имеют те кандидаты, фамилии которых помещены в начале списка. Это, как правило, руководящие деятели партии. Используя преференциальное голосование, избиратель может содействовать избранию кандидата, помещённого в середине или даже в конце списка. Устанавливая возможность преференциального голосования, законодатель порой ограничивает его, разрешая указать предпочтение небольшому числу кандидатов. Например, в Италии разрешалось указывать не более четырёх кандидатов, а в результате июньского референдума 1991 года это число было сокращено до одного. Одна преференция разрешена при выборах в Национальный совет и австрийским законом.
Преференциальные избирательные системы бывают двух видов: в одномандатных и многомандатных округах. Избирательную систему в одномандатном округе можно назвать мажоритарно-преференциальной (альтернативной) передаются голоса, начиная с тех, которые отданы самым непопулярным кандидатам), во втором случае система получила название системы единственного передаваемого голоса (процесс передачи начинается с «избыточных» голосов (сверх 50 %), полученных избранными кандидатами). Различные формы преференциального голосования применяются в Австралии, Индии, Ирландии, Шри-Ланке, на Мальте и ряде других стран.
Преференциальное может дополнять и пропорциональную систему как метод определения тех кандидатов партийного списка, которые получают право на мандат (Италия).

## Мажоритарно-преференциальная (альтернативная) система голосования
Избиратели расставляют кандидатов в избирательном списке в порядке предпочтения. Если ни один из кандидатов не получает абсолютного большинства первых мест в рейтинге, то кандидат с наименьшим рейтингом исключается из списка, а полученные им голоса перераспределяются на кандидатов, указанных на втором месте в каждом из бюллетеней от этих голосов. Процесс исключения кандидатов и перераспределения голосов продолжается до тех пор, пока кто-то из оставшихся в списке кандидатов не набирает абсолютное большинство голосов. При существующей системе голосования, когда в бюллетене составляется список кандидатов в порядке предпочтения, партии рассылают своим избирателям специальные инструкции с рекомендуемым рейтингом кандидатов. Хотя лишь крупнейшие партии имеют возможность получить место в парламенте, преференциальная система голосования в одномандатных округах дает шанс для победы и мелким партиям. В обмен на предвыборную поддержку кандидатов крупных партий мелкие партии могут получить от больших партий некоторые политические дивиденды. Преференциальная система позволяет также партийным коалициям поддерживать в том или ином округе конкретных кандидатов без ущерба для альянса.
В отличие от системы с двумя турами голосования ниже расположенный кандидат, который получает большое количество голосов предпочтения, может все ещё догнать выше расположенных кандидатов и, в конечном счете, победить. Самым недавним примером победы президента посредством передачи голосов предпочтения таким способом были выборы 1990 года Мэри Робинсон на Ирландское президентство. Использование голосов предпочтения для выражения второго выбора означает, что не требуется второй тур голосования, а это приводит к значительному снижению затрат, а также полезным результатам в административном плане, материально-техническом плане и в плане безопасности.

## Система единого передаваемого голоса
Эта система, отличающаяся определенной технической сложностью, считается теоретиками пропорциональной. Однако она учитывает личные и партийные предпочтения избирателя и напоминает по своим результатам пропорциональную систему с панашированием и преференциальным голосованием, а технически близка системе единственного непередаваемого голоса в сочетании с альтернативным голосованием.
Система была предложена в середине XIX века независимо друг от друга датчанином К. Андрэ и англичанином Т. Хэром, а стала знаменитой благодаря усилиям выдающегося философа и лидера английского либерализма Джона Стюарта Милля. Система эта применяется только в многомандатных избирательных округах. Избиратель, как при альтернативном голосовании, имея один голос и голосуя за одного из массы кандидатов, может вместе с тем указать несколько преференций. Против фамилии того кандидата, избрание которого для избирателя наиболее желательно, он ставит цифру 1, без которой бюллетень будет недействителен. Против фамилии другого желательного кандидата он поставит цифру 2 и т. д. Избиратель может объединять своей симпатией кандидатов как в зависимости от их политической принадлежности (партийности), так и по любым другим основаниям. При подсчете голосов после исключения недействительных бюллетеней действительные бюллетени раскладываются по кандидатам в соответствии с указанными на бюллетенях первыми преференциями. Затем определяется избирательная квота (в Ирландии, например, это квота Друпа). Кандидаты, у которых число первых преференций составило квоту или превысило её, считаются избранными.
У многих избранных кандидатов оказываются излишки голосов, и их нужно в соответствии со вторыми преференциями передать другим кандидатам. Для этого просматривают всю пачку бюллетеней избранного кандидата и определяют, какой их процент отдает вторую преференцию каждому из неизбранных кандидатов. При этом, естественно, отсеиваются бюллетени, в которых вторых преференций вообще нет или они отданы избранным кандидатам. Каждый из неизбранных кандидатов получает данный процент не от общего числа бюллетеней избранного кандидата, а только от излишка сверх квоты. Если в результате операции кто-то из первоначально неизбранных добрал до квоты, он тоже считается избранным. При этом сначала распределяется самый большой излишек, а затем остальные по убывающей. Затем в соответствии со вторыми преференциями перераспределяются бюллетени кандидатов, получивших наименьшее число первых преференций. Если всего этого оказалось недостаточно для полного распределения мандатов, используется третья преференция и т. д. Возможность передачи голоса и объясняет название системы — единственного (единого) передаваемого голоса. Система применяется при выборах нижней палаты парламента, кроме Ирландии, также на Мальте, а при выборах верхней палаты — в Австралии, Индии.

## Практическое применение
По идее, преференциальное голосование — институт демократический, позволяющий избавить электорат от засилья партийной верхушки. Однако в жизни не все получается по идее. В Италии, например, особенно в южных районах, где господствует мафия, местные мафиози наловчились контролировать использование избирателями права преференций и подчиняли себе целые фракции в политических партиях. Этим и объясняется упомянутый результат референдума 1991 года. Возможно и другое злоупотребление преференциальным голосованием, когда противники партии, не рассчитывая получить достаточное число голосов по собственному списку, голосуют за её список и, отдавая преференции кандидатам в конце списка не пропускают в парламент руководящих деятелей партии, обезглавливая её будущую фракцию.

## Разновидности оформления бюллетеня
- Избиратель ставит цифру своего предпочтения напротив фамилии в бюллетене.
- Избиратель отмечает соответствующую опцию галочкой в бюллетене.
- В прошлом избиратели сами писали фамилии в нужном (рейтинговом) порядке.
- В электронных системах используется тач-скрин.

## Субъекты, применяющие подобное голосование
- Австралия
- Ирландия
- Аляска